# Textilní průmysl
Textilní průmysl je odvětví ekonomiky, které zahrnuje všechna zařízení sloužící k výrobě textilií a oděvů průmyslovým způsobem. 
Výroba je většinou organizována ve formě podniku, jehož součástí jsou vedle vlastní tovární (tj. strojové) výroby zpravidla také nevýrobní činnosti, zejména nákup surovin, technická a ekonomická příprava výroby a prodej hotového zboží.

## Členění textilních podniků
Výroba textilií probíhá obvykle v několika stupních, každý stupeň představuje uzavřený celek se zvláštní strukturou. Textilní průmysl se dá z tohoto hlediska rozdělit na podniky nebo provozy se zaměřením na:
- výrobu staplových přízí (přádelna bavlnářská, vlnařská, lýkových vláken, vigoně atd.)
- zušlechťování příze (soukárna a skárna staplových a filamentových přízí, tvarování filamentů, barvení, bělení příze atd.)[3]
- výrobu délkových textilií (stáčení, splétání, výroba šicích, vyšívacích, ručně pletacích apod. nití)
- výrobu plošných textilií (tkalcovna, pletárna, stuhárna, výroba netkaných textilií, paličkárna, výroba výšivek apod.)
- zušlechťování plošných textilií (barvírny, tiskárny, speciální úpravy)
- textilní konfekci (konfekce tkaných nebo pletených oděvů, technických textilií aj.)

### Velikost výrobních jednotek
Výroba v textilní továrně se může zakládat na zpracovávání materiálu na jediném druhu strojů, obvykle se však výroba organizuje v linkách, které se skládají  v podstatě z řady strojů s často velmi rozdílným výkonem.
(Extrémní příklady: Materiál při výrobě česané vlněné příze nebo manšestrové tkaniny prochází více než 20 pasážemi strojů). Kapacita jedné výrobní linky určuje zpravidla technické minimum velikosti provozu.
V podnicích se často spojují nebo kombinují dva výrobní stupně (např. výroba a zušlechťování příze, stuhárna se splétáním šňůr, pletárna s konfekcí úpletů apod.). Jen ojediněle se podniky zabývají celým řetězem výroby od vlákenné suroviny až po ušitý oděv „pod jednou střechou“.
Vedle technických parametrů je velikost podniku závislá na řadě ekonomických nebo i politických faktorů. Textilní průmysl zaměstnával do 80. let minulého století v jednotlivých státních podnicích ve východní Evropě a (před globalizací) i v západoevropských akciových společnostech často 2000-4000 pracovníků. V první dekádě 21. století však např. zbyla v českém textilu jen asi pětina podniků s více než 1000 zaměstnanci  a v Německu průměrný podnik zaměstnával asi 105 pracovníků. 

## Z historie
Textilní průmysl se vyvinul z manufakturní výroby. Rozhodující pro přechod na průmyslovou výrobu bylo zavedení pohonu většího počtu strojů nezávislého na lidské práci. Za první průmyslový závod v textilním oboru se považuje skárna hedvábí v anglickém Derby, která byla  uvedena do provozu v roce 1722. V budově o rozměrech 36 x16 x 9 metrů bylo instalováno 8 filatorií na první pasáž a 8 na druhou pasáž skaní. Všechny stroje byly poháněny jedním  vodním kolem. (Do té doby byly známé jen menší dílny se stroji poháněnými částečně žentourem).
Nejstarším průmyslovým textilním podnikem v českých zemích byla pravděpodobně Offermannova továrna na sukno v Brně, která vznikla asi v 90. letech 18. století přestavbou z manufaktury.
Koncem 18. století byl v Anglii vynalezen spřádací stroj a mechanický tkací stroj, které značně přispěly ke zprůmyslnění textilní výroby, manufaktury však byly stále ještě důležitou součástí ekonomiky. V roce 1785 byl pro přádelnu v Papplewicku (u Nottinghamu) instalován první parní stroj v textilním průmyslu s úkolem pumpovat vodu na vodní kolo, aby se zajistil nepřetržitý běh. Teprve asi od roku 1790 poháněl parní stroj (přes transmise) textilní stroje.
V 19. století se textilní průmysl rozšířil z Anglie do západní a střední Evropy a do USA. Vlivem nesčetných vynálezů, zvětšování výrobních jednotek, zlepšení organizace práce atd. se snížil ve stoletém období podíl lidské práce např. na výrobu 1 kg příze z 20 na 0,5 hodiny a na 100 m tkaniny ze 150 na 10 hodin.
Ve 20. století byla zmechanizována výroba prakticky všech druhů textilií, stroje z konce století jsou z velké části napojeny na počítač, část manuálních prací byla automatizována.

## Textilní průmysl v 21. století
Světový textilní průmysl zpracovával na začátku 21. století ročně cca 80 milionů tun surovin (jen nepatrné množství surovin se používalo k manuální výrobě). Velká většina textilií se vyrábí v Asii. Statistické údaje o počtu zaměstnaných v textilním a oděvním průmyslu (v pořadí: Indie, Pákistán, Čína...) se ve 2. dekádě 21. století celosvětově pohybují mezi cca 30 miliony a 100 miliony. Rozdíly ve výsledcích se dají zdůvodnit mimo jiné tím, že rozsah textilního průmyslu není jednoznačně definován (např. pěstování bavlny nebo domácká textilní výroba se někdy přiřazuje k průmyslu).
V 27 státech Evropské unie vyrobily v roce 2009 dva miliony pracovníků textilie a oděvy za přibližně 172 miliard €.
Z toho v některých státech EU např.:
| Textilie a oděvy 2009 | Prodej v € ×109 | Pracovníci v 1000 | Pers. náklady v € / hod. |
| --------------------- | --------------- | ----------------- | ------------------------ |
| Itálie                | 60,4            | 444               | 22,57                    |
| Německo               | 22,1            | 139 1)            | 24,25                    |
| Francie               | 22,0            | 109               | 25,57                    |
| V.Británie            | 11,1            | 100               | 22,88                    |
| Španělsko             | 13,8            | 143               | 15,59                    |
| Polsko                | 5,2             | 209               | 4,14                     |
| Česko                 | 2,8             | 68 2)             | 5,31                     |
| Bulharsko             | 1,6             | 153               | 1,88                     |

1) Německý textilní a oděvní průmysl zaměstnával v roce 1980 cca 550 000 lidí.
2) V českém průmyslu textilu a oděvů bylo v roce 1989 zaměstnáno 170 000 lidí.
V roce 2010 se v EU (včetně Turecka) podílelo pět největších výrobců na celkovém obchodním obratu asi třemi procenty:
| Firma         | Druh výrobků                 | Stát          | Prodej v € ×106 |
| ------------- | ---------------------------- | ------------- | --------------- |
| AUNDE         | tech. textilie               | Německo       | 1 600           |
| Coats Holding | příze                        | Vel. Británie | 1 287           |
| Sahindler     | oděvy                        | Turecko       | 920             |
| Daun          | bytové textilie              | Německo       | 810             |
| Freudenberg   | tech. textilie netkané text. | Německo       | 833             |

## Odbyt výrobků textilního průmyslu
Na konci 20. století zaplatili spotřebitelé na celém světě ročně za textilie (včetně oděvů) 1,5 bilionu US$.
V roce 2009 exportoval textilní průmysl výrobky za 528 miliard US$, na kterých se podílela Čína (včetně Hongkongu) se 45%, ostatní asijské státy 13, Itálie 6, Německo 5,7 a USA 4%.
Poznámky:
- U států EU se při „exportu“ jedná z velké části o vzájemnou výměnu zboží v rámci společného trhu.
- Peněžní údaje o exportu se zakládají na velkoobchodních cenách, proto nejsou srovnatelné s výnosem produkce (1,5 bilionu) u spotřebitelů.

V roce 2015 byl zaznamenán celosvětový výnos z prodeje (ve výrobních cenách):
- příze a plošných textilií = 600 miliard €
- tkaných oděvů (bez pletenin a bytových textilií) = 760 miliard €.

Do roku 2020 se měl zvýšit výnos u textilní výroby o 7 % a u výroby oděvů o 5 %.

## Negativní účinky textilní výroby
V roce 2017 vydala nadace Ellen MacArtur Foundation studii o podmínkách výroby a spotřeby oděvních textilií s kritikou jejich negativního vlivu zejména na životní prostředí. Pod názvem A New Textiles Economy předkládá návrhy na změny v systému využívání zdrojů a organizaci výroby i spotřeby.
Na studii pracovalo několik desítek odborníků, nadaci podpořila řada významných obchodních firem a několik výrobců vláken a oděvních textilií.
Studie vychází ze skutečnosti, že ve 2. dekádě 21. století se ve světě zabývá více než 300 milionů lidí výrobou oděvních textilií (od zpracování vláken až po hotové oděvy) v roční hodnotě 1,3 bilionů USD.
Při výrobě se spotřebuje ročně 93 miliard m³ vody, 98 milionů tun nafty, chemikálie za 21 miliard USD (škody na lidském zdraví budou v budoucnu stát asi 8 miliard ročně). Při výrobě 1 tuny textilií se vylučuje do ovzduší 17 tun CO2. Z 53 milionů tun surovin zpracovávaných na oděvní textilie se odplavuje při praní 0,5 milionů tun škodlivých mikrovláken do mořské vody.
Hotové textilie se (v celosvětovém průměru) oblékali v roce 2002 asi 200 x, do roku 2016 se snížila četnost použití na 130. Odhozené, neporušené oděvy představují roční ztrátu na hodnotě téměř 0,5 bilionu USD. Jen asi 1 % použitých oděvů se recykluje k výrobě nových textilií.
Studie navrhuje řadu opatření zejména s cílem zaměřit systém prodeje a výroby na textilie
- které obsahují neškodné suroviny a pomocné látky z obnovitelných zdrojů,
- v jejichž ceně jsou započítány skutečné náklady za spotřebované zdroje (voda, CO2 atd)
- vyrobené se sníženým odpadem a z recyklovaných materiálů
- které mají trvalejší hodnotu s vyšší četností používání

Studie poukazuje na aktivity, které mají pomoct při realizaci projektu (politické kampaně, prodejní psychologie apod.). Autoři neudávají časové limity uskutečnění a nezmiňují se o vlivu projektu na omezování výroby a na počet pracovních příležitostí v textilním oboru.

## Galerie textilního průmyslu

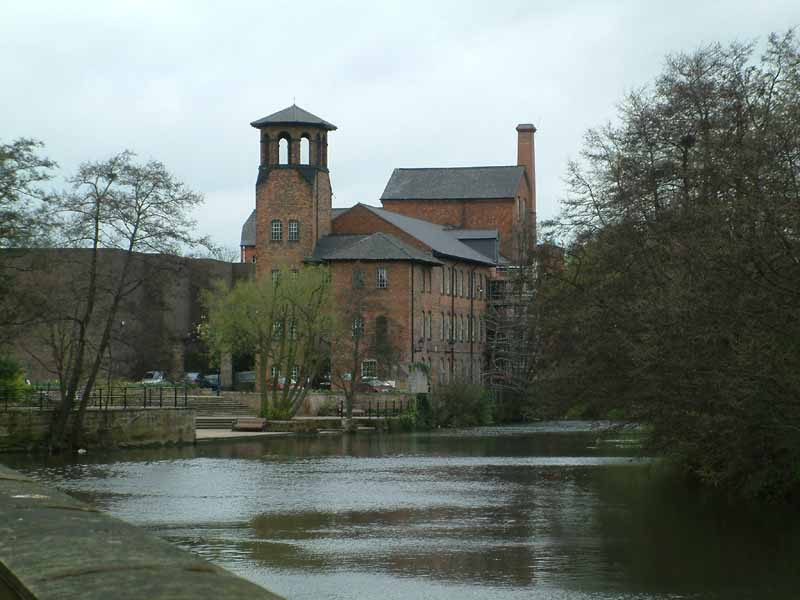
Bývalá továrna na výrobu hedvábné příze v Derby
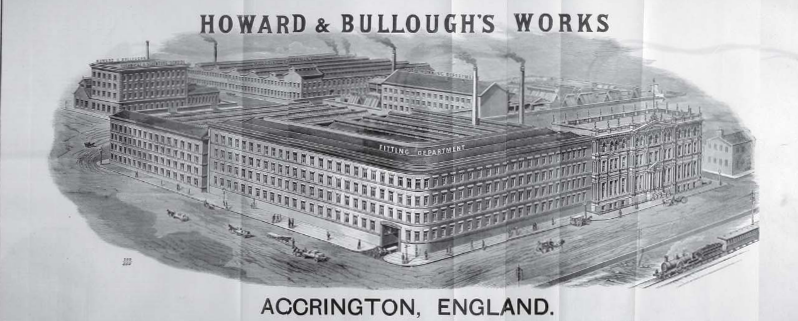
Továrna na textilní stroje založená roku 1856
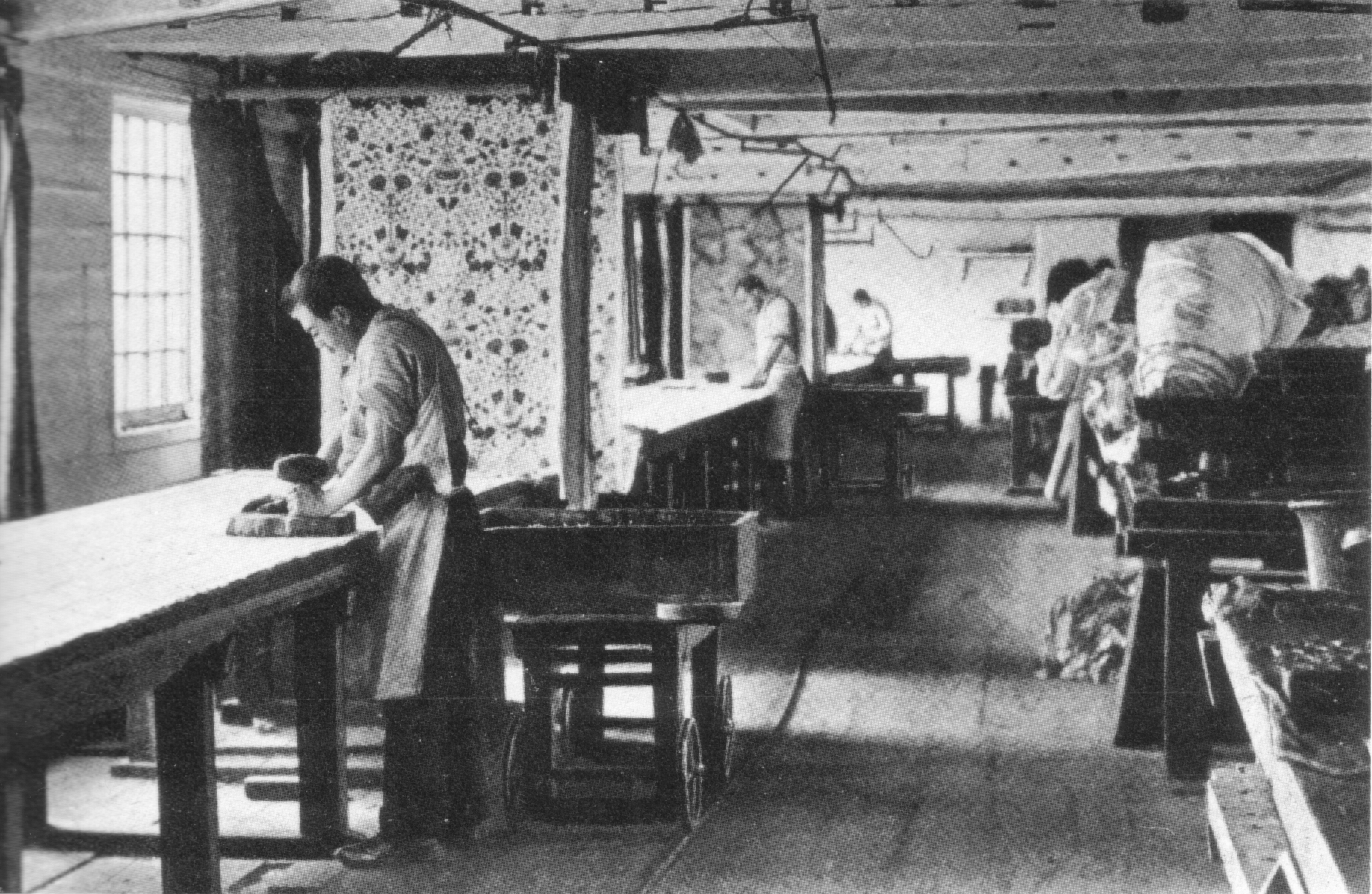
Anglická textilní tiskárna z roku 1890
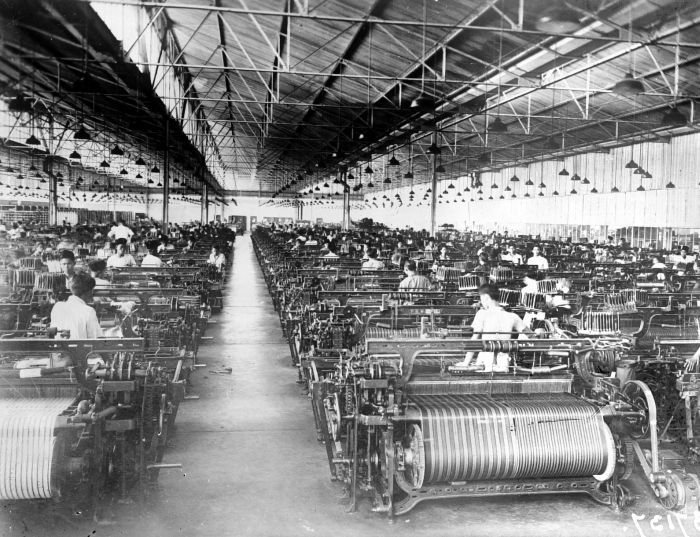
Indonéská tkalcovna v 1. polovině 20. století
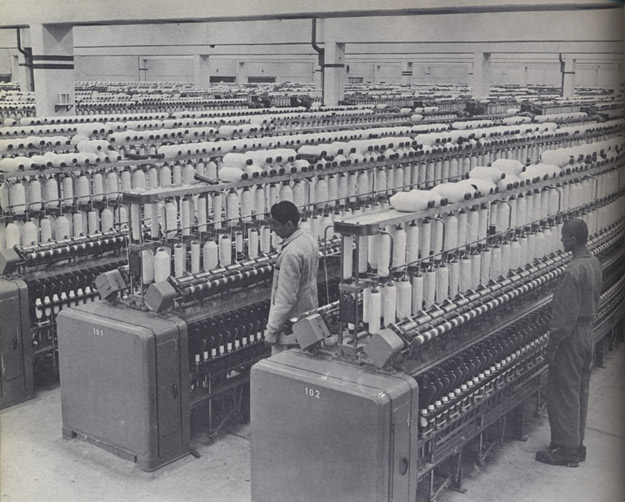
Část afghánské přádelny bavlny v polovině 20. století
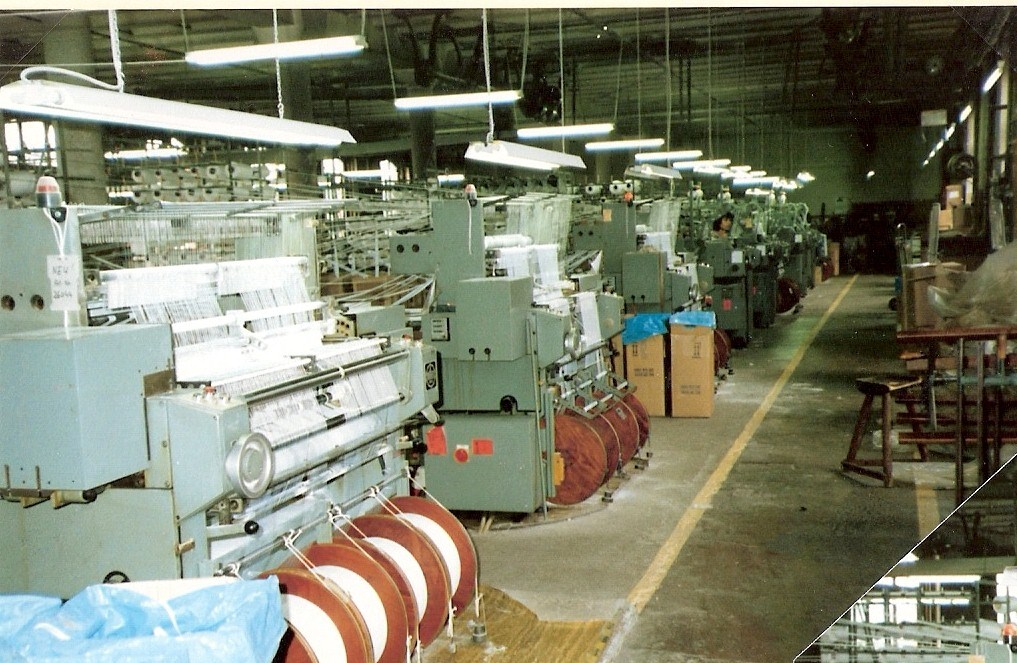
Část německé osnovní pletárny v 70. letech 20. století
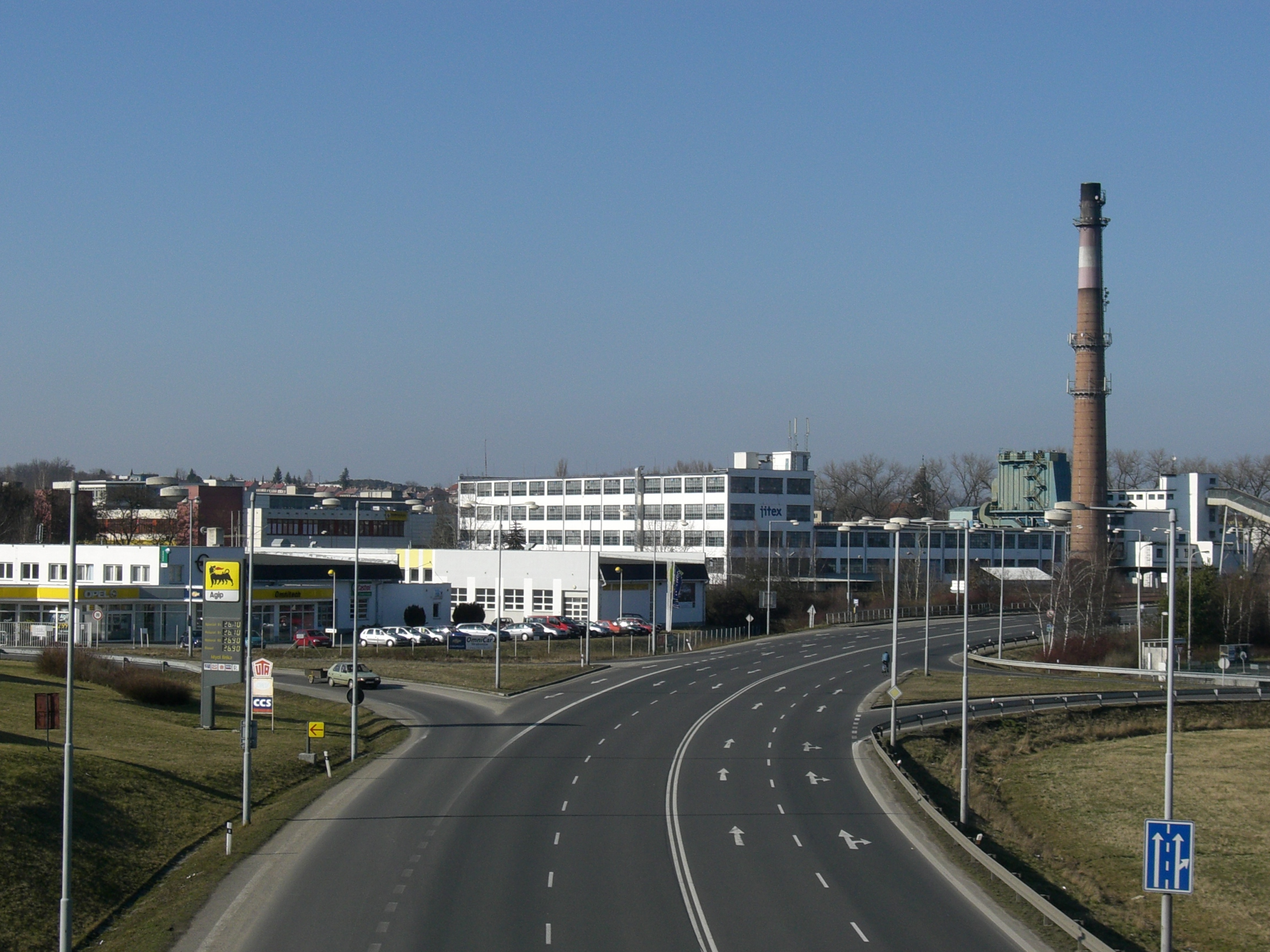
Budova konfekce a úpravny bývalého pletařského kombinátu Jitex
Textilní výroba v Bangladéší v roce 2018 (ploché pletací stroje)
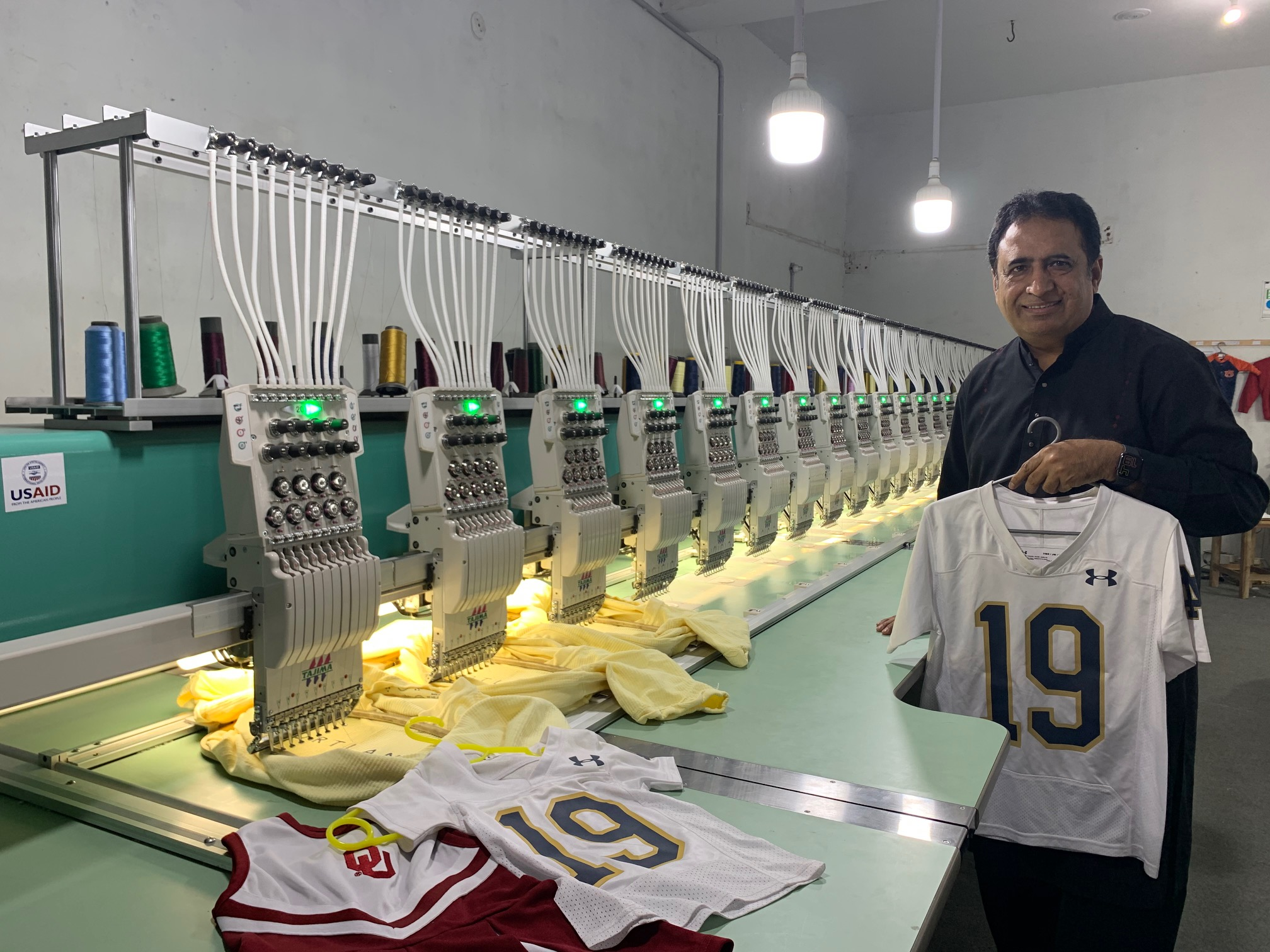
Průmyslové vyšívací stroje v Pákistánu v roce 2019